# Carcarodontossauro
Carcharodontosaurus (em português, carcarodontossauro do latim "lagarto com dente de tubarão") foi um gênero de dinossauro terópode que viveu durante o período Cretáceo no Nordeste da África. Atualmente só temos duas espécies conhecidas, a espécie-tipo C. saharicus e a espécie C. iguinensis. O seu nome foi inspirado no gênero científico Carcharodon, mesmo gênero que inclui o tubarão-branco.
Carcharodontosaurus é um dos maiores dinossauros terópodes conhecidos, com C. saharicus atingindo 12–12,5 metros de comprimento e aproximadamente 6–6,2 toneladas de massa corporal. Tinha um crânio grande e de construção leve com uma tribuna triangular. Suas mandíbulas eram revestidas com dentes afiados, recurvados e serrilhados que guardam semelhanças impressionantes com os do grande tubarão branco, inspiração para o nome. Embora gigante, seu crânio ficou mais leve por fossas e fenestras muito expandidas, mas também o tornou mais frágil que o dos tiranossaurídeos. Os membros anteriores eram minúsculos, enquanto os membros posteriores eram robustos e musculosos. Como a maioria dos outros terópodes, tinha uma cauda alongada para se equilibrar.
O Carcharodontosaurus viveu na África, em locais onde hoje estão a Argélia (local da descoberta dos primeiros fósseis, em 1927), o Egito e a Tunísia, por exemplo. Existem sinais da presença de carcarodontossaurideos também na América do Sul, corroborando a teoria que os atuais continentes África e América do Sul tenham sido um único espaço em parte da era Mesozóica, o Gondwana, e que começaram sua separação há cerca de 135 milhões de anos. Muitos terópodes gigantescos são conhecidos no Norte da África durante este período, incluindo ambas as espécies de Carcharodontosaurus, bem como o espinossaurídeo Spinosaurus e o ceratossauro Deltadromeus. Isto sugere que houve divisão de nicho entre os diferentes grupos, com o Spinosaurus sendo piscívoro, enquanto o Carcharodontosaurus consumiria dinossauros saurópodes, agindo como o predador alfa em seu paleoambiente.

## História das descobertas

### Primeiros achados

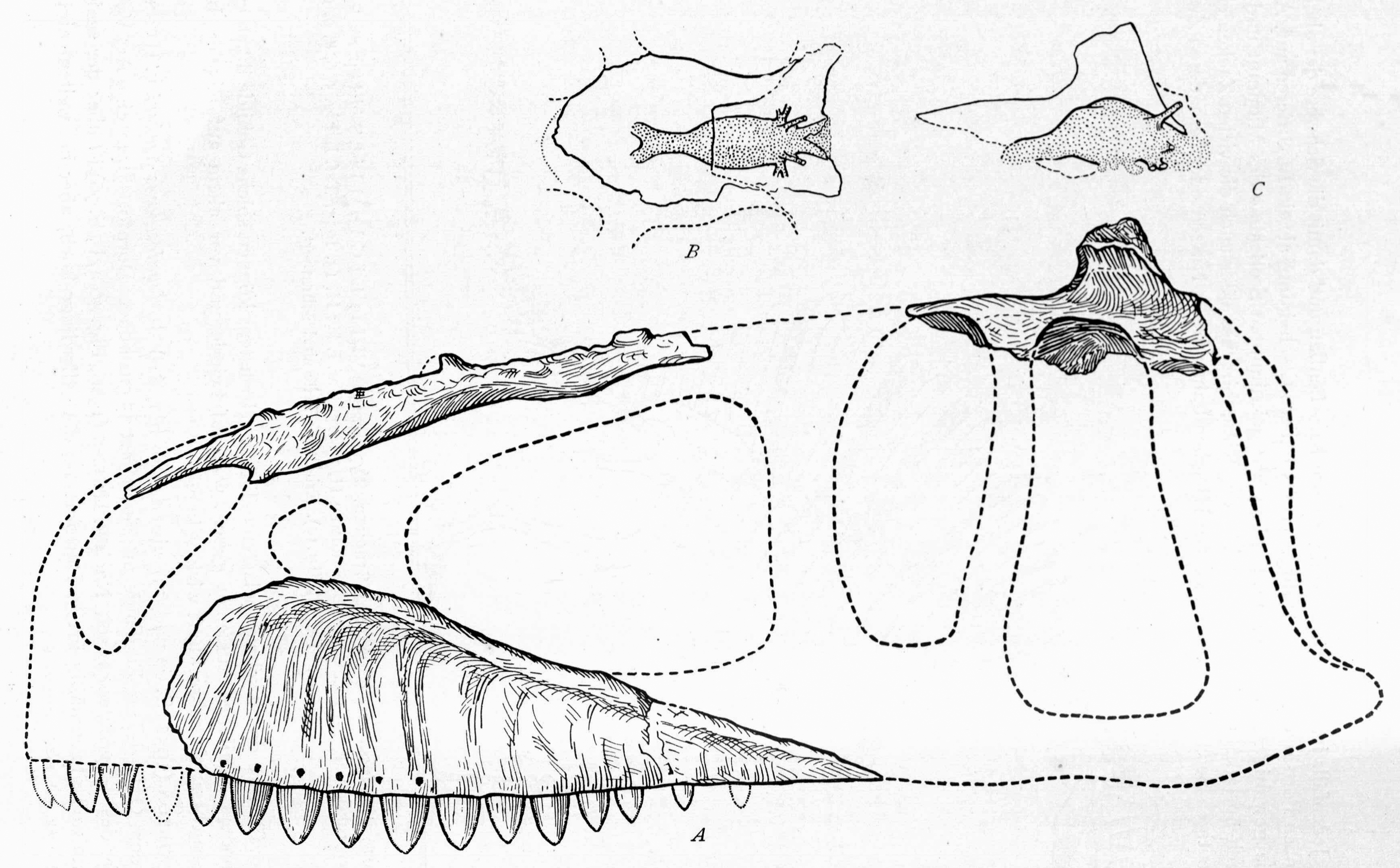
Reconstrução de crânio desatualizada e endocast do IPHG 1922 X46 por Stromer (1936)

Em 1924, dois dentes de Carcharodontosaurus foram desenterrados de cortes de parede em diferentes foggaras perto de Timimoun, na Argélia Francesa. Esses sedimentos vieram da Formação Intercalaire Continental do período Cretáceo. Os fósseis foram levados ao governador de Timimoun, Capitão Burté, que os deu ao geólogo francês Charles Depéret mais tarde naquele ano. Em 1925, Depéret e seu colega Justin Savornin descreveram os dentes como síntipos (espécimes com nome) de uma nova espécie de dinossauro terópode, Megalosaurus saharicus. Esses foram os primeiros fósseis de terópodes a serem descritos na região. O nome saharicus se refere ao Deserto do Saara, onde os dentes foram encontrados. O gênero Megalosaurus era um táxon de lixeira, com muitas novas espécies referidas a ele sem justificativa, incluindo M. saharicus. Mais tarde, foi considerado uma espécie de Dryptosaurus em 1927,  embora sem qualquer justificativa para o consenso moderno. Por acidente, outra espécie de Megalosaurus, M. africanus, foi nomeada pelo paleontólogo alemão Friedrich von Huene com base nos dentes. Portanto, é considerado um sinônimo júnior de M. saharicus. Ambos os dentes sintípicos de M. saharicus foram perdidos desde então, possivelmente sendo mantidos em uma coleção na Argélia, Paris ou Lyon, e não apresentam características distintivas de outros carcarodontossaurídeos. Em 1960, o paleontólogo francês Albert-Félix de Lapparent relatou a descoberta de mais dentes e várias vértebras caudais de locais na Argélia pertencentes a Carcharodontosaurus, embora alguns desses fósseis possam pertencer a outros gêneros. Autores posteriores mencionaram achados de dentes e fósseis isolados de outras províncias da Argélia.
No entanto, fósseis de C. saharicus foram encontrados pela primeira vez em margas perto de Ain Gedid, Egito, no início de abril de 1914 pelo paleontólogo austro-húngaro Richard Markgraf. Margas desta região derivam da Formação Bahariya de idade Cenomaniana, um dos muitos sítios do período Cretáceo do Norte da África.. Em Bahariya, Markgraf fez uma extensa coleta de esqueletos de dinossauros para seu empregador, o paleontólogo alemão Ernst Stromer do Museu Paleontólogico de Munique (Coleção Estadual de Paleontologia da Baviera). O esqueleto de Carcharodontosaurus (IPHG 1922 X46) consistia em: um crânio parcial, incluindo grande parte da caixa craniana, dentes, três vértebras cervicais e uma caudal, pelve incompleta, uma ungueal manual, fêmures e a fíbula esquerda. Um ílio isolado também foi considerado como sendo de C. saharicus, mas é provável que seja de um ceratossauro.
Devido às tensões políticas entre o Império Alemão e o Egito, então de propriedade britânica, o esqueleto do Carcharodontosaurus levou anos para chegar à Alemanha. Foi somente em 1922 que eles foram transportados para o exterior, para Munique, onde foram descritos por Stromer em 1931. Stromer reconheceu que os dentes do IPHG 1922 X46 correspondiam à dentição característica daqueles descritos por Depéret e Savornin, o que levou Stromer a conservar o nome da espécie saharicus. No entanto, ele achou necessário erigir um novo gênero para esta espécie, Carcharodontosaurus, por suas semelhanças, em nitidez e serrilhas, com os dentes do grande tubarão branco (Carcharodon carcharias). A Segunda Guerra Mundial estouraria em 1939, levando o IPHG 1922 X46 e outros materiais de Bahariya a serem destruídos durante um bombardeio britânico em Munique durante a noite de 24/25 de abril de 1944. Um endocast foi feito e sobreviveu à guerra, sendo a única relíquia remanescente do espécime.

### Pesquisas e descobertas recentes,C. iguidensise os espinossaurídeos

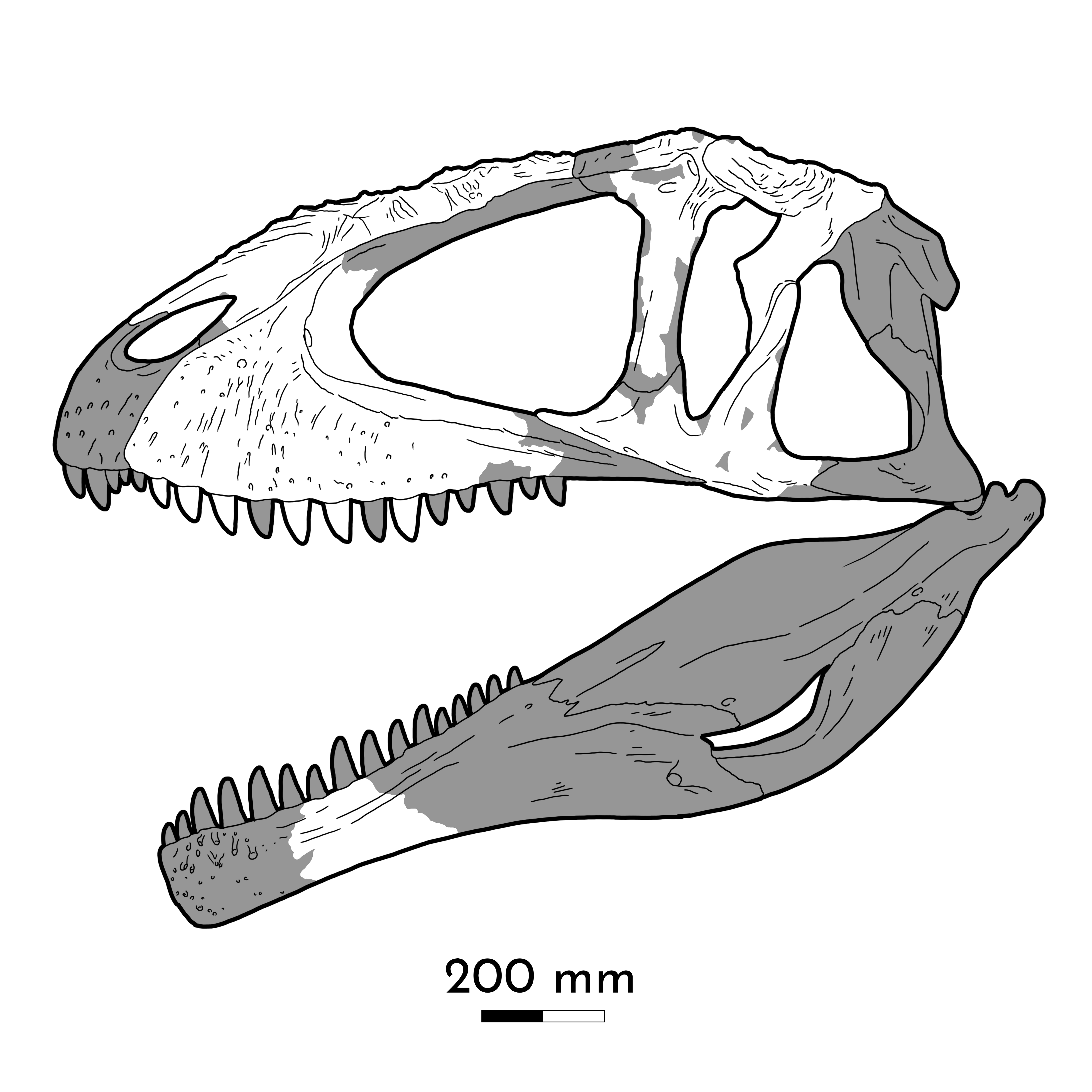
Diagrama do crânio de C. saharicus, mostrando material conhecido em branco

Poucas descobertas de material de Carcharodontosaurus foram feitas até 1995, quando o paleontólogo americano Paul Sereno encontrou um crânio incompleto durante uma expedição embarcada pela Universidade de Chicago. Este crânio (UCRC PV12) foi encontrado nas rochas de idade Cenomaniana da Formação Douira Inferior, Leitos Kem Kem em Errachidia, sudeste do Marrocos. O espécime foi levado para a Universidade de Chicago e descrito em 1996 por Sereno e colegas. Em um artigo posterior, UCRC PV12 foi designado como o neótipo de C. saharicus devido à perda de outros espécimes e à idade e localização geográfica semelhantes ao material observado anteriormente. A taxonomia do Carcharodontosaurus seria discutida em Chiarenza e Cau em 2016, que sugeriram que o neótipo de C. saharicus era semelhante, mas distinto do holótipo na morfologia das placas interdentais maxilares. No entanto, o paleontólogo Mickey Mortimer afirmou que a diferença sugerida entre o neótipo e o holótipo do C. saharicus era, na verdade, devido a danos no neótipo.
Vários outros fósseis de C. saharicus foram desenterrados dos Leitos Kem Kem, como fragmentos dentários, uma vértebra cervical e muitos dentes. Sereno et al. também referiram uma infinidade de vértebras cervicais descritas como os espinossaurídeos Sigilmassasaurus e "Spinosaurus B" ao C. saharicus, argumentando que cervicais robustas seriam necessárias para carregar os crânios dos carcarodontossaurídeos. Pesquisas posteriores provaram o contrário, com as vértebras sendo colocadas em Spinosaurus aegyptiacus por Ibrahim et al. (2020). O paleontólogo francês René Lavocat foi o primeiro a notar a possível presença do Carcharodontosaurus no Marrocos já em 1954.
Em 2007, uma nova espécie de Carcharodontosaurus, C. iguidensis, foi apelidada pelos paleontólogos Steve Brusatte e Paul Sereno. Fósseis de C. iguidensis foram descobertos durante uma expedição à Formação Echkar de Iguidi, Níger, uma maxila parcial (MNN IGU2) sendo designada o holótipo. O nome da espécie iguidensis vem de Iguidi, onde os fósseis foram desenterrados. Vários outros restos, como uma caixa craniana, um lacrimal, um dentário, uma vértebra cervical e uma coleção de dentes foram referidos a C. iguidensis com base no tamanho e supostas semelhanças com outros ossos de Carcharodontosaurus.  Chiarenza e Cau (2016) identificaram o material referido de C. iguidensis como pertencente a Sigilmassasaurus (posteriormente referido como Spinosaurus sp.) e um não-carcarodontossauríneo, e, portanto, escolheram limitar C. iguidensis ao holótipo pendente de pesquisas futuras. Outro carcarodontossaurídeo dos leitos de Kem Kem, Sauroniops pachytholus, foi apelidado em 2012 com base em um único frontal. Esta espécie foi proposta como sinônimo de C. saharicus, embora isso tenha visto resistência e a validade mantida na maioria da literatura. O gênero sul-americano Giganotosaurus foi sinonimizado com Carcharodontosaurus por Figueiredo (1998) e Paul (2010), no entanto, nenhum autor seguiu essa avaliação desde então.

## Descrição

Comparação de tamanho entre dois espécimes de C. saharicus com um humano.

O Carcharodontosaurus foi um dos maiores dinossauros terópodes que ja existiram, com diversas estimativas de seu tamanho. Para a espécie C. saharicus, Thomas Holtz em 2012 deu uma estimativa de 12 metros de comprimento e 4,6 a 7,2 toneladas de peso. Frank Seebacher deu uma estimativa de 6,1 toneladas de peso. E em 2016, Molina-Pérez e Larramendi deu um comprimento de 12,8 metros e um peso de 7,8 toneladas para o neótipo de C. saharicus.

Tamanho do C. saharicus comparado a outros teropodes gigantes

Já para o C. iguinensis, Gregory S. Paul deu uma estimativa de 10 metros de comprimento e 4 toneladas de peso e Molina-Pérez e Larramendi deram uma estimativa mais alta de 11 metros de comprimento e 5,2 toneladas de peso.
Os Carcharodontosaurus ainda contavam com mandíbulas enormes e dentes serrilhados de até 20 centímetros de comprimento e um crânio de 1,42 a 1,6 metros de comprimento, sendo um dos maiores crânios entre os dinossauros teropodes. Ainda sobre seu cranio, um estudo de Donald Henderson sugere que o Carcharodontosaurus foi capaz de levantar animais pesando no máximo 424 kilogramas de peso em suas mandíbulas com base na força de suas mandíbulas, pescoço e centro de massa.

### Crânio
Em 2001, Hans C. E. Larsson publicou uma descrição do ouvido interno e endocrânio de Carcharodontosaurus saharicus. A partir da porção do cérebro mais próxima da ponta do focinho do animal está o prosencéfalo, que é seguido pelo mesencéfalo. O mesencéfalo é inclinado para baixo em um ângulo de 45 graus e em direção à parte traseira do animal. Isto é seguido pelo rombencéfalo, que é aproximadamente paralelo ao prosencéfalo e forma um ângulo de aproximadamente 40 graus com o mesencéfalo. No geral, o cérebro de C. saharicus teria sido semelhante ao de um dinossauro relacionado, Allosaurus fragilis. Larsson descobriu que a proporção do cérebro para o volume do cérebro em geral no Carcharodontosaurus era típica para um réptil não aviário. Este dinossauro também tinha um grande nervo óptico.
Os três canais semicirculares da orelha interna do Carcharodontosaurus saharicus – quando vistos de lado – tinham um contorno subtriangular. Esta configuração subtriangular da orelha interna está presente em Allosaurus, lagartos, tartarugas, mas não em pássaros. Os próprios canais semi-circulares eram realmente muito lineares, o que explica a silhueta pontiaguda. Em vida, o lobo flocular do cérebro teria se projetado na área cercada pelos canais semicirculares, assim como em outros terópodes não aviários, pássaros e pterossauros.

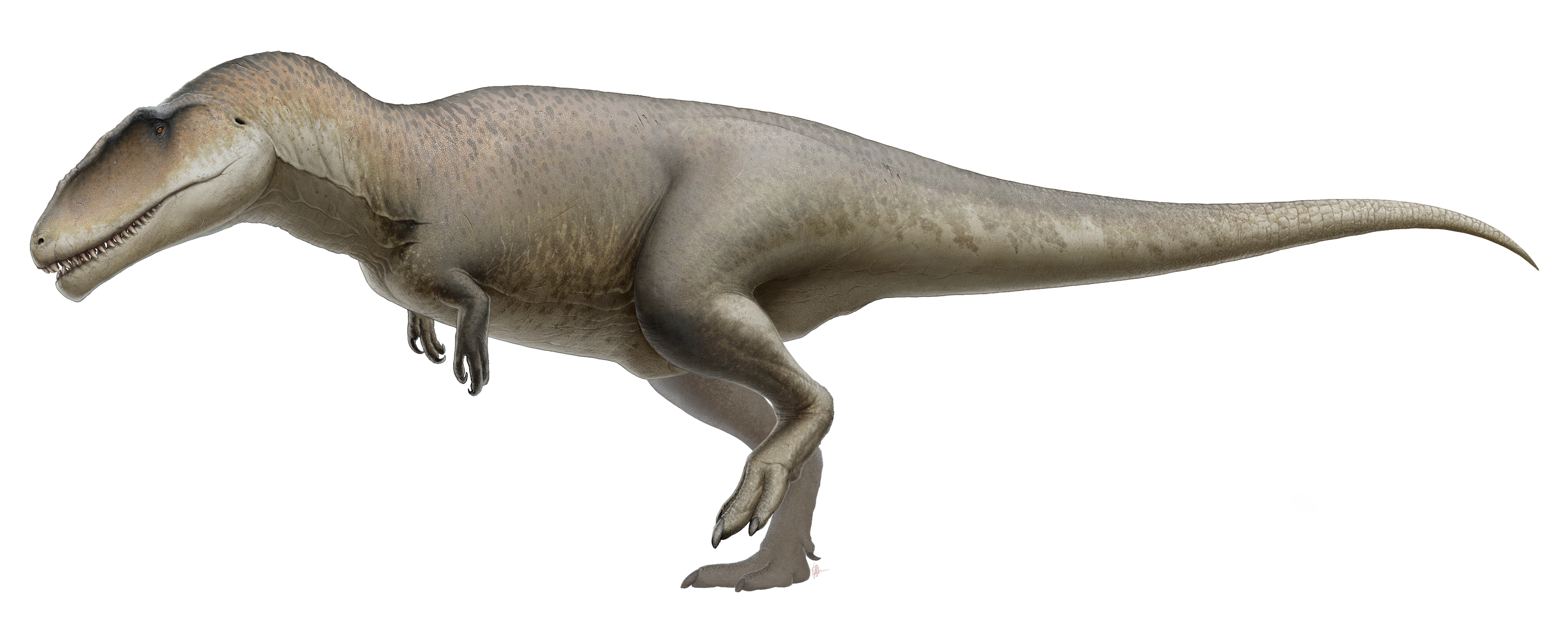
Reconstrução de um C. saharicus

### Esqueleto pós-craniano
Poucos elementos pós-cranianos são conhecidos com segurança no Carcharodontosaurus, embora muitos ossos isolados do Saara tenham sido referidos ao gênero sem estudo detalhado. Como outros carcarodontossaurídeos, era robusto, com membros anteriores pequenos, cauda alongada e pescoço curto. O exemplar mais completo foi o IPHG 1922 X46, mas foi destruído. Este espécime preservou 3 vértebras cervicais, que foram severamente desgastadas. Um é um eixo e os outros dois articulam cervicais anteriores que são mais longos e mais largos que o eixo. As vértebras cervicais do Carcharodontosaurus são robustas e com extremidades posteriores côncavas. As vértebras cervicais neste gênero, como no Giganotosaurus, são encimadas por espinhas neurais baixas unidas por processos transversos robustos que pairam sobre as pleuroceles (depressões rasas nas laterais do centro), que conteriam sacos de ar pneumáticos para iluminar as vértebras. O centro dessas vértebras é adornado por quilhas ao longo de suas faces ventrais. Também era conhecida uma vértebra caudal anterior, que era platicoelosa (extremidades anterior e posterior planas) e curta. Este caudal estava incompleto, faltando grande parte da espinha neural, mas tinha diápófises que se conjugariam com as divisas. Os lados de seu centro também eram pleuroceles. Duas divisas em forma de lâmina também foram preservadas neste indivíduo. A pelve estava incompleta, contendo o púbis e o ísquio esquerdo, embora pelve completa seja conhecida em gêneros relacionados. O ísquio apontava para trás, enquanto o púbis apontava para a frente, uma característica diagnóstica dos saurísquios. Os púbis tinham provavelmente quase 1 metro quando totalmente preservados, com hastes finas, mas expandidas transversalmente nas extremidades anteriores onde se conectavam, criando uma forma de V na vista anterior. Ambos os fêmures, além da fíbula esquerda, foram recuperados, sendo o primeiro elemento um dos maiores registrados em um terópode, com 1,26 metros de comprimento. Seus fêmures careciam de forte curvatura e são em sua maioria retos, exceto nas extremidades anterior e posterior. O trocânter maior é pequeno, mas tem uma saliência notável, que se fixaria ao músculo caudofemoral longo da cauda. Sua fíbula tinha apenas 88 centímetros de comprimento, cerca de 1/3 do comprimento dos fêmures. A extremidade anterior era triangular na vista lateral com côndilos salientes, enquanto a extremidade posterior era arredondada.

## Classificação

Comparação de tamanho de um C. saharicus entre alguns membros da Carcharodontosauridae

Carcharodontosaurus é o gênero tipo da família Carcharodontosauridae e subfamília Carcharodontosaurinae. Esta subfamília contém o próprio Carcharodontosaurus, bem como os outros carcarodontossauríneos Giganotosaurus, Mapusaurus, Meraxes e Tyrannotitan; entretanto, esses gêneros constituem uma tribo independente: Giganotosaurini. Carcharodontosauridae foi um clado criado por Stromer para Carcharodontosaurus e Bahariasaurus, embora o nome tenha permanecido sem uso até o reconhecimento de outros membros do grupo no final do século XX. Ele notou a semelhança dos ossos do Carcharodontosaurus com os terópodes americanos Allosaurus e Tyrannosaurus, levando-o a considerar a família como parte dos Theropoda.
A descrição dos fósseis do Carcarodontossauro por Paul Sereno em 1996 levou à realização de um clado transcontinental de carcarodontossaurídeos. À medida que mais carcarodontossaurídeos foram descobertos, suas inter-relações tornaram-se ainda mais claras. O grupo foi definido como todos os alossauróides mais próximos do Carcharodontosaurus do que do Allosaurus ou Sinraptor pelo paleontólogo Thomas R. Holtz e colegas em 2004. O Carcarodontossauro é menos conhecido do que a maioria dos outros carcarodontossaurídeos, com Meraxes e Giganotosaurus representados por esqueletos quase completos. Os membros da família foram reconhecidos desde o Jurássico Superior até o Cretáceo Médio em todos os continentes, exceto Oceania e Antártica.
Canale et al. (2022) recuperaram o Carcharodontosaurus como o primeiro membro divergente dos Carcharodontosaurinae. Os resultados do cladograma de suas análises filogenéticas são exibidos no cladograma abaixo:
|  | Tyrannotitan                                                  |
|  |                                                               |
|  | \| \| Giganotosaurus \| \| \| \| \| \| Mapusaurus \| \| \| \| |
|  |                                                               |
|  | Giganotosaurus                                                |
|  |                                                               |
|  | Mapusaurus                                                    |
|  |                                                               |

|  | Giganotosaurus |
|  |                |
|  | Mapusaurus     |
|  |                |

|  | Tyrannotitan                                                  |
|  |                                                               |
|  | \| \| Giganotosaurus \| \| \| \| \| \| Mapusaurus \| \| \| \| |
|  |                                                               |
|  | Giganotosaurus                                                |
|  |                                                               |
|  | Mapusaurus                                                    |
|  |                                                               |

|  | Giganotosaurus |
|  |                |
|  | Mapusaurus     |
|  |                |

|  | Tyrannotitan                                                  |
|  |                                                               |
|  | \| \| Giganotosaurus \| \| \| \| \| \| Mapusaurus \| \| \| \| |
|  |                                                               |
|  | Giganotosaurus                                                |
|  |                                                               |
|  | Mapusaurus                                                    |
|  |                                                               |

|  | Giganotosaurus |
|  |                |
|  | Mapusaurus     |
|  |                |

|  | Tyrannotitan                                                  |
|  |                                                               |
|  | \| \| Giganotosaurus \| \| \| \| \| \| Mapusaurus \| \| \| \| |
|  |                                                               |
|  | Giganotosaurus                                                |
|  |                                                               |
|  | Mapusaurus                                                    |
|  |                                                               |

|  | Giganotosaurus |
|  |                |
|  | Mapusaurus     |
|  |                |

|  | Tyrannotitan                                                  |
|  |                                                               |
|  | \| \| Giganotosaurus \| \| \| \| \| \| Mapusaurus \| \| \| \| |
|  |                                                               |
|  | Giganotosaurus                                                |
|  |                                                               |
|  | Mapusaurus                                                    |
|  |                                                               |

|  | Giganotosaurus |
|  |                |
|  | Mapusaurus     |
|  |                |

|  | Tyrannotitan                                                  |
|  |                                                               |
|  | \| \| Giganotosaurus \| \| \| \| \| \| Mapusaurus \| \| \| \| |
|  |                                                               |
|  | Giganotosaurus                                                |
|  |                                                               |
|  | Mapusaurus                                                    |
|  |                                                               |

|  | Giganotosaurus |
|  |                |
|  | Mapusaurus     |
|  |                |

|  | Tyrannotitan                                                  |
|  |                                                               |
|  | \| \| Giganotosaurus \| \| \| \| \| \| Mapusaurus \| \| \| \| |
|  |                                                               |
|  | Giganotosaurus                                                |
|  |                                                               |
|  | Mapusaurus                                                    |
|  |                                                               |

|  | Giganotosaurus |
|  |                |
|  | Mapusaurus     |
|  |                |

|  | Tyrannotitan                                                  |
|  |                                                               |
|  | \| \| Giganotosaurus \| \| \| \| \| \| Mapusaurus \| \| \| \| |
|  |                                                               |
|  | Giganotosaurus                                                |
|  |                                                               |
|  | Mapusaurus                                                    |
|  |                                                               |

|  | Giganotosaurus |
|  |                |
|  | Mapusaurus     |
|  |                |

|  | Tyrannotitan                                                  |
|  |                                                               |
|  | \| \| Giganotosaurus \| \| \| \| \| \| Mapusaurus \| \| \| \| |
|  |                                                               |
|  | Giganotosaurus                                                |
|  |                                                               |
|  | Mapusaurus                                                    |
|  |                                                               |

|  | Giganotosaurus |
|  |                |
|  | Mapusaurus     |
|  |                |

|  | Tyrannotitan                                                  |
|  |                                                               |
|  | \| \| Giganotosaurus \| \| \| \| \| \| Mapusaurus \| \| \| \| |
|  |                                                               |
|  | Giganotosaurus                                                |
|  |                                                               |
|  | Mapusaurus                                                    |
|  |                                                               |

|  | Giganotosaurus |
|  |                |
|  | Mapusaurus     |
|  |                |

|  | Tyrannotitan                                                  |
|  |                                                               |
|  | \| \| Giganotosaurus \| \| \| \| \| \| Mapusaurus \| \| \| \| |
|  |                                                               |
|  | Giganotosaurus                                                |
|  |                                                               |
|  | Mapusaurus                                                    |
|  |                                                               |

|  | Giganotosaurus |
|  |                |
|  | Mapusaurus     |
|  |                |

|  | Tyrannotitan                                                  |
|  |                                                               |
|  | \| \| Giganotosaurus \| \| \| \| \| \| Mapusaurus \| \| \| \| |
|  |                                                               |
|  | Giganotosaurus                                                |
|  |                                                               |
|  | Mapusaurus                                                    |
|  |                                                               |

|  | Giganotosaurus |
|  |                |
|  | Mapusaurus     |
|  |                |

|  | Tyrannotitan                                                  |
|  |                                                               |
|  | \| \| Giganotosaurus \| \| \| \| \| \| Mapusaurus \| \| \| \| |
|  |                                                               |
|  | Giganotosaurus                                                |
|  |                                                               |
|  | Mapusaurus                                                    |
|  |                                                               |

|  | Giganotosaurus |
|  |                |
|  | Mapusaurus     |
|  |                |

|  | Tyrannotitan                                                  |
|  |                                                               |
|  | \| \| Giganotosaurus \| \| \| \| \| \| Mapusaurus \| \| \| \| |
|  |                                                               |
|  | Giganotosaurus                                                |
|  |                                                               |
|  | Mapusaurus                                                    |
|  |                                                               |

|  | Giganotosaurus |
|  |                |
|  | Mapusaurus     |
|  |                |

|  | Tyrannotitan                                                  |
|  |                                                               |
|  | \| \| Giganotosaurus \| \| \| \| \| \| Mapusaurus \| \| \| \| |
|  |                                                               |
|  | Giganotosaurus                                                |
|  |                                                               |
|  | Mapusaurus                                                    |
|  |                                                               |

|  | Giganotosaurus |
|  |                |
|  | Mapusaurus     |
|  |                |

|  | Tyrannotitan                                                  |
|  |                                                               |
|  | \| \| Giganotosaurus \| \| \| \| \| \| Mapusaurus \| \| \| \| |
|  |                                                               |
|  | Giganotosaurus                                                |
|  |                                                               |
|  | Mapusaurus                                                    |
|  |                                                               |

|  | Giganotosaurus |
|  |                |
|  | Mapusaurus     |
|  |                |

|  | Tyrannotitan                                                  |
|  |                                                               |
|  | \| \| Giganotosaurus \| \| \| \| \| \| Mapusaurus \| \| \| \| |
|  |                                                               |
|  | Giganotosaurus                                                |
|  |                                                               |
|  | Mapusaurus                                                    |
|  |                                                               |

|  | Giganotosaurus |
|  |                |
|  | Mapusaurus     |
|  |                |

|  | Tyrannotitan                                                  |
|  |                                                               |
|  | \| \| Giganotosaurus \| \| \| \| \| \| Mapusaurus \| \| \| \| |
|  |                                                               |
|  | Giganotosaurus                                                |
|  |                                                               |
|  | Mapusaurus                                                    |
|  |                                                               |

|  | Giganotosaurus |
|  |                |
|  | Mapusaurus     |
|  |                |

|  | Tyrannotitan                                                  |
|  |                                                               |
|  | \| \| Giganotosaurus \| \| \| \| \| \| Mapusaurus \| \| \| \| |
|  |                                                               |
|  | Giganotosaurus                                                |
|  |                                                               |
|  | Mapusaurus                                                    |
|  |                                                               |

|  | Giganotosaurus |
|  |                |
|  | Mapusaurus     |
|  |                |

|  | Tyrannotitan                                                  |
|  |                                                               |
|  | \| \| Giganotosaurus \| \| \| \| \| \| Mapusaurus \| \| \| \| |
|  |                                                               |
|  | Giganotosaurus                                                |
|  |                                                               |
|  | Mapusaurus                                                    |
|  |                                                               |

|  | Giganotosaurus |
|  |                |
|  | Mapusaurus     |
|  |                |

|  | Tyrannotitan                                                  |
|  |                                                               |
|  | \| \| Giganotosaurus \| \| \| \| \| \| Mapusaurus \| \| \| \| |
|  |                                                               |
|  | Giganotosaurus                                                |
|  |                                                               |
|  | Mapusaurus                                                    |
|  |                                                               |

|  | Giganotosaurus |
|  |                |
|  | Mapusaurus     |
|  |                |

|  | Tyrannotitan                                                  |
|  |                                                               |
|  | \| \| Giganotosaurus \| \| \| \| \| \| Mapusaurus \| \| \| \| |
|  |                                                               |
|  | Giganotosaurus                                                |
|  |                                                               |
|  | Mapusaurus                                                    |
|  |                                                               |

|  | Giganotosaurus |
|  |                |
|  | Mapusaurus     |
|  |                |

|  | Tyrannotitan                                                  |
|  |                                                               |
|  | \| \| Giganotosaurus \| \| \| \| \| \| Mapusaurus \| \| \| \| |
|  |                                                               |
|  | Giganotosaurus                                                |
|  |                                                               |
|  | Mapusaurus                                                    |
|  |                                                               |

|  | Giganotosaurus |
|  |                |
|  | Mapusaurus     |
|  |                |

|  | Tyrannotitan                                                  |
|  |                                                               |
|  | \| \| Giganotosaurus \| \| \| \| \| \| Mapusaurus \| \| \| \| |
|  |                                                               |
|  | Giganotosaurus                                                |
|  |                                                               |
|  | Mapusaurus                                                    |
|  |                                                               |

|  | Giganotosaurus |
|  |                |
|  | Mapusaurus     |
|  |                |

|  | Tyrannotitan                                                  |
|  |                                                               |
|  | \| \| Giganotosaurus \| \| \| \| \| \| Mapusaurus \| \| \| \| |
|  |                                                               |
|  | Giganotosaurus                                                |
|  |                                                               |
|  | Mapusaurus                                                    |
|  |                                                               |

|  | Giganotosaurus |
|  |                |
|  | Mapusaurus     |
|  |                |

|  | Tyrannotitan                                                  |
|  |                                                               |
|  | \| \| Giganotosaurus \| \| \| \| \| \| Mapusaurus \| \| \| \| |
|  |                                                               |
|  | Giganotosaurus                                                |
|  |                                                               |
|  | Mapusaurus                                                    |
|  |                                                               |

|  | Giganotosaurus |
|  |                |
|  | Mapusaurus     |
|  |                |

|  | Tyrannotitan                                                  |
|  |                                                               |
|  | \| \| Giganotosaurus \| \| \| \| \| \| Mapusaurus \| \| \| \| |
|  |                                                               |
|  | Giganotosaurus                                                |
|  |                                                               |
|  | Mapusaurus                                                    |
|  |                                                               |

|  | Giganotosaurus |
|  |                |
|  | Mapusaurus     |
|  |                |

|  | Tyrannotitan                                                  |
|  |                                                               |
|  | \| \| Giganotosaurus \| \| \| \| \| \| Mapusaurus \| \| \| \| |
|  |                                                               |
|  | Giganotosaurus                                                |
|  |                                                               |
|  | Mapusaurus                                                    |
|  |                                                               |

|  | Giganotosaurus |
|  |                |
|  | Mapusaurus     |
|  |                |

|  | Tyrannotitan                                                  |
|  |                                                               |
|  | \| \| Giganotosaurus \| \| \| \| \| \| Mapusaurus \| \| \| \| |
|  |                                                               |
|  | Giganotosaurus                                                |
|  |                                                               |
|  | Mapusaurus                                                    |
|  |                                                               |

|  | Giganotosaurus |
|  |                |
|  | Mapusaurus     |
|  |                |

|  | Tyrannotitan                                                  |
|  |                                                               |
|  | \| \| Giganotosaurus \| \| \| \| \| \| Mapusaurus \| \| \| \| |
|  |                                                               |
|  | Giganotosaurus                                                |
|  |                                                               |
|  | Mapusaurus                                                    |
|  |                                                               |

|  | Giganotosaurus |
|  |                |
|  | Mapusaurus     |
|  |                |

|  | Tyrannotitan                                                  |
|  |                                                               |
|  | \| \| Giganotosaurus \| \| \| \| \| \| Mapusaurus \| \| \| \| |
|  |                                                               |
|  | Giganotosaurus                                                |
|  |                                                               |
|  | Mapusaurus                                                    |
|  |                                                               |

|  | Giganotosaurus |
|  |                |
|  | Mapusaurus     |
|  |                |

|  | Tyrannotitan                                                  |
|  |                                                               |
|  | \| \| Giganotosaurus \| \| \| \| \| \| Mapusaurus \| \| \| \| |
|  |                                                               |
|  | Giganotosaurus                                                |
|  |                                                               |
|  | Mapusaurus                                                    |
|  |                                                               |

|  | Giganotosaurus |
|  |                |
|  | Mapusaurus     |
|  |                |

|  | Tyrannotitan                                                  |
|  |                                                               |
|  | \| \| Giganotosaurus \| \| \| \| \| \| Mapusaurus \| \| \| \| |
|  |                                                               |
|  | Giganotosaurus                                                |
|  |                                                               |
|  | Mapusaurus                                                    |
|  |                                                               |

|  | Giganotosaurus |
|  |                |
|  | Mapusaurus     |
|  |                |

|  | Tyrannotitan                                                  |
|  |                                                               |
|  | \| \| Giganotosaurus \| \| \| \| \| \| Mapusaurus \| \| \| \| |
|  |                                                               |
|  | Giganotosaurus                                                |
|  |                                                               |
|  | Mapusaurus                                                    |
|  |                                                               |

|  | Giganotosaurus |
|  |                |
|  | Mapusaurus     |
|  |                |

|  | Tyrannotitan                                                  |
|  |                                                               |
|  | \| \| Giganotosaurus \| \| \| \| \| \| Mapusaurus \| \| \| \| |
|  |                                                               |
|  | Giganotosaurus                                                |
|  |                                                               |
|  | Mapusaurus                                                    |
|  |                                                               |

|  | Giganotosaurus |
|  |                |
|  | Mapusaurus     |
|  |                |

|  | Tyrannotitan                                                  |
|  |                                                               |
|  | \| \| Giganotosaurus \| \| \| \| \| \| Mapusaurus \| \| \| \| |
|  |                                                               |
|  | Giganotosaurus                                                |
|  |                                                               |
|  | Mapusaurus                                                    |
|  |                                                               |

|  | Giganotosaurus |
|  |                |
|  | Mapusaurus     |
|  |                |

|  | Tyrannotitan                                                  |
|  |                                                               |
|  | \| \| Giganotosaurus \| \| \| \| \| \| Mapusaurus \| \| \| \| |
|  |                                                               |
|  | Giganotosaurus                                                |
|  |                                                               |
|  | Mapusaurus                                                    |
|  |                                                               |

|  | Giganotosaurus |
|  |                |
|  | Mapusaurus     |
|  |                |

|  | Tyrannotitan                                                  |
|  |                                                               |
|  | \| \| Giganotosaurus \| \| \| \| \| \| Mapusaurus \| \| \| \| |
|  |                                                               |
|  | Giganotosaurus                                                |
|  |                                                               |
|  | Mapusaurus                                                    |
|  |                                                               |

|  | Giganotosaurus |
|  |                |
|  | Mapusaurus     |
|  |                |

|  | Tyrannotitan                                                  |
|  |                                                               |
|  | \| \| Giganotosaurus \| \| \| \| \| \| Mapusaurus \| \| \| \| |
|  |                                                               |
|  | Giganotosaurus                                                |
|  |                                                               |
|  | Mapusaurus                                                    |
|  |                                                               |

|  | Giganotosaurus |
|  |                |
|  | Mapusaurus     |
|  |                |

|  | Tyrannotitan                                                  |
|  |                                                               |
|  | \| \| Giganotosaurus \| \| \| \| \| \| Mapusaurus \| \| \| \| |
|  |                                                               |
|  | Giganotosaurus                                                |
|  |                                                               |
|  | Mapusaurus                                                    |
|  |                                                               |

|  | Giganotosaurus |
|  |                |
|  | Mapusaurus     |
|  |                |

|  | Tyrannotitan                                                  |
|  |                                                               |
|  | \| \| Giganotosaurus \| \| \| \| \| \| Mapusaurus \| \| \| \| |
|  |                                                               |
|  | Giganotosaurus                                                |
|  |                                                               |
|  | Mapusaurus                                                    |
|  |                                                               |

|  | Giganotosaurus |
|  |                |
|  | Mapusaurus     |
|  |                |

|  | Tyrannotitan                                                  |
|  |                                                               |
|  | \| \| Giganotosaurus \| \| \| \| \| \| Mapusaurus \| \| \| \| |
|  |                                                               |
|  | Giganotosaurus                                                |
|  |                                                               |
|  | Mapusaurus                                                    |
|  |                                                               |

|  | Giganotosaurus |
|  |                |
|  | Mapusaurus     |
|  |                |

|  | Tyrannotitan                                                  |
|  |                                                               |
|  | \| \| Giganotosaurus \| \| \| \| \| \| Mapusaurus \| \| \| \| |
|  |                                                               |
|  | Giganotosaurus                                                |
|  |                                                               |
|  | Mapusaurus                                                    |
|  |                                                               |

|  | Giganotosaurus |
|  |                |
|  | Mapusaurus     |
|  |                |

|  | Tyrannotitan                                                  |
|  |                                                               |
|  | \| \| Giganotosaurus \| \| \| \| \| \| Mapusaurus \| \| \| \| |
|  |                                                               |
|  | Giganotosaurus                                                |
|  |                                                               |
|  | Mapusaurus                                                    |
|  |                                                               |

|  | Giganotosaurus |
|  |                |
|  | Mapusaurus     |
|  |                |

|  | Tyrannotitan                                                  |
|  |                                                               |
|  | \| \| Giganotosaurus \| \| \| \| \| \| Mapusaurus \| \| \| \| |
|  |                                                               |
|  | Giganotosaurus                                                |
|  |                                                               |
|  | Mapusaurus                                                    |
|  |                                                               |

|  | Giganotosaurus |
|  |                |
|  | Mapusaurus     |
|  |                |

|  | Tyrannotitan                                                  |
|  |                                                               |
|  | \| \| Giganotosaurus \| \| \| \| \| \| Mapusaurus \| \| \| \| |
|  |                                                               |
|  | Giganotosaurus                                                |
|  |                                                               |
|  | Mapusaurus                                                    |
|  |                                                               |

|  | Giganotosaurus |
|  |                |
|  | Mapusaurus     |
|  |                |

|  | Tyrannotitan                                                  |
|  |                                                               |
|  | \| \| Giganotosaurus \| \| \| \| \| \| Mapusaurus \| \| \| \| |
|  |                                                               |
|  | Giganotosaurus                                                |
|  |                                                               |
|  | Mapusaurus                                                    |
|  |                                                               |

|  | Giganotosaurus |
|  |                |
|  | Mapusaurus     |
|  |                |

|  | Tyrannotitan                                                  |
|  |                                                               |
|  | \| \| Giganotosaurus \| \| \| \| \| \| Mapusaurus \| \| \| \| |
|  |                                                               |
|  | Giganotosaurus                                                |
|  |                                                               |
|  | Mapusaurus                                                    |
|  |                                                               |

|  | Giganotosaurus |
|  |                |
|  | Mapusaurus     |
|  |                |

|  | Tyrannotitan                                                  |
|  |                                                               |
|  | \| \| Giganotosaurus \| \| \| \| \| \| Mapusaurus \| \| \| \| |
|  |                                                               |
|  | Giganotosaurus                                                |
|  |                                                               |
|  | Mapusaurus                                                    |
|  |                                                               |

|  | Giganotosaurus |
|  |                |
|  | Mapusaurus     |
|  |                |

|  | Tyrannotitan                                                  |
|  |                                                               |
|  | \| \| Giganotosaurus \| \| \| \| \| \| Mapusaurus \| \| \| \| |
|  |                                                               |
|  | Giganotosaurus                                                |
|  |                                                               |
|  | Mapusaurus                                                    |
|  |                                                               |

|  | Giganotosaurus |
|  |                |
|  | Mapusaurus     |
|  |                |

|  | Tyrannotitan                                                  |
|  |                                                               |
|  | \| \| Giganotosaurus \| \| \| \| \| \| Mapusaurus \| \| \| \| |
|  |                                                               |
|  | Giganotosaurus                                                |
|  |                                                               |
|  | Mapusaurus                                                    |
|  |                                                               |

|  | Giganotosaurus |
|  |                |
|  | Mapusaurus     |
|  |                |

|  | Tyrannotitan                                                  |
|  |                                                               |
|  | \| \| Giganotosaurus \| \| \| \| \| \| Mapusaurus \| \| \| \| |
|  |                                                               |
|  | Giganotosaurus                                                |
|  |                                                               |
|  | Mapusaurus                                                    |
|  |                                                               |

|  | Giganotosaurus |
|  |                |
|  | Mapusaurus     |
|  |                |

|  | Tyrannotitan                                                  |
|  |                                                               |
|  | \| \| Giganotosaurus \| \| \| \| \| \| Mapusaurus \| \| \| \| |
|  |                                                               |
|  | Giganotosaurus                                                |
|  |                                                               |
|  | Mapusaurus                                                    |
|  |                                                               |

|  | Giganotosaurus |
|  |                |
|  | Mapusaurus     |
|  |                |

|  | Tyrannotitan                                                  |
|  |                                                               |
|  | \| \| Giganotosaurus \| \| \| \| \| \| Mapusaurus \| \| \| \| |
|  |                                                               |
|  | Giganotosaurus                                                |
|  |                                                               |
|  | Mapusaurus                                                    |
|  |                                                               |

|  | Giganotosaurus |
|  |                |
|  | Mapusaurus     |
|  |                |

|  | Tyrannotitan                                                  |
|  |                                                               |
|  | \| \| Giganotosaurus \| \| \| \| \| \| Mapusaurus \| \| \| \| |
|  |                                                               |
|  | Giganotosaurus                                                |
|  |                                                               |
|  | Mapusaurus                                                    |
|  |                                                               |

|  | Giganotosaurus |
|  |                |
|  | Mapusaurus     |
|  |                |

|  | Tyrannotitan                                                  |
|  |                                                               |
|  | \| \| Giganotosaurus \| \| \| \| \| \| Mapusaurus \| \| \| \| |
|  |                                                               |
|  | Giganotosaurus                                                |
|  |                                                               |
|  | Mapusaurus                                                    |
|  |                                                               |

|  | Giganotosaurus |
|  |                |
|  | Mapusaurus     |
|  |                |

|  | Tyrannotitan                                                  |
|  |                                                               |
|  | \| \| Giganotosaurus \| \| \| \| \| \| Mapusaurus \| \| \| \| |
|  |                                                               |
|  | Giganotosaurus                                                |
|  |                                                               |
|  | Mapusaurus                                                    |
|  |                                                               |

|  | Giganotosaurus |
|  |                |
|  | Mapusaurus     |
|  |                |

|  | Tyrannotitan                                                  |
|  |                                                               |
|  | \| \| Giganotosaurus \| \| \| \| \| \| Mapusaurus \| \| \| \| |
|  |                                                               |
|  | Giganotosaurus                                                |
|  |                                                               |
|  | Mapusaurus                                                    |
|  |                                                               |

|  | Giganotosaurus |
|  |                |
|  | Mapusaurus     |
|  |                |

|  | Tyrannotitan                                                  |
|  |                                                               |
|  | \| \| Giganotosaurus \| \| \| \| \| \| Mapusaurus \| \| \| \| |
|  |                                                               |
|  | Giganotosaurus                                                |
|  |                                                               |
|  | Mapusaurus                                                    |
|  |                                                               |

|  | Giganotosaurus |
|  |                |
|  | Mapusaurus     |
|  |                |

|  | Tyrannotitan                                                  |
|  |                                                               |
|  | \| \| Giganotosaurus \| \| \| \| \| \| Mapusaurus \| \| \| \| |
|  |                                                               |
|  | Giganotosaurus                                                |
|  |                                                               |
|  | Mapusaurus                                                    |
|  |                                                               |

|  | Giganotosaurus |
|  |                |
|  | Mapusaurus     |
|  |                |

|  | Tyrannotitan                                                  |
|  |                                                               |
|  | \| \| Giganotosaurus \| \| \| \| \| \| Mapusaurus \| \| \| \| |
|  |                                                               |
|  | Giganotosaurus                                                |
|  |                                                               |
|  | Mapusaurus                                                    |
|  |                                                               |

|  | Giganotosaurus |
|  |                |
|  | Mapusaurus     |
|  |                |

|  | Tyrannotitan                                                  |
|  |                                                               |
|  | \| \| Giganotosaurus \| \| \| \| \| \| Mapusaurus \| \| \| \| |
|  |                                                               |
|  | Giganotosaurus                                                |
|  |                                                               |
|  | Mapusaurus                                                    |
|  |                                                               |

|  | Giganotosaurus |
|  |                |
|  | Mapusaurus     |
|  |                |

|  | Tyrannotitan                                                  |
|  |                                                               |
|  | \| \| Giganotosaurus \| \| \| \| \| \| Mapusaurus \| \| \| \| |
|  |                                                               |
|  | Giganotosaurus                                                |
|  |                                                               |
|  | Mapusaurus                                                    |
|  |                                                               |

|  | Giganotosaurus |
|  |                |
|  | Mapusaurus     |
|  |                |

|  | Tyrannotitan                                                  |
|  |                                                               |
|  | \| \| Giganotosaurus \| \| \| \| \| \| Mapusaurus \| \| \| \| |
|  |                                                               |
|  | Giganotosaurus                                                |
|  |                                                               |
|  | Mapusaurus                                                    |
|  |                                                               |

|  | Giganotosaurus |
|  |                |
|  | Mapusaurus     |
|  |                |

### Evolução
Coria e Salgado sugeriram que a evolução convergente do gigantismo nos terópodes poderia estar ligada a condições comuns nos seus ambientes ou ecossistemas. Sereno e colegas descobriram que a presença de carcarodontossaurídeos na África (Carcharodontosaurus), na América do Norte (Acrocanthosaurus) e na América do Sul (Giganotosaurus), mostrou que o grupo tinha uma distribuição transcontinental no período Cretáceo Inferior. As rotas de dispersão entre os continentes norte e sul parecem ter sido cortadas por barreiras oceânicas no Cretáceo Superior, o que levou a faunas provinciais mais distintas, ao impedir o intercâmbio. Anteriormente, pensava-se que o mundo do Cretáceo estava biogeograficamente separado, com os continentes do norte sendo dominados por tiranossaurídeos, a América do Sul por abelissaurídeos e a África por carcarodontossaurídeos. A subfamília Carcharodontosaurinae, à qual pertence o Carcharodontosaurus, parece ter sido restrita ao continente meridional de Gondwana (formado pela América do Sul e África), onde provavelmente eram os predadores de ponta. A tribo sul-americana Giganotosaurini pode ter sido separada de seus parentes africanos por vicariância, quando Gondwana se separou durante as idades Aptiana-Albiana do Cretáceo Inferior.

## Paleoambiente

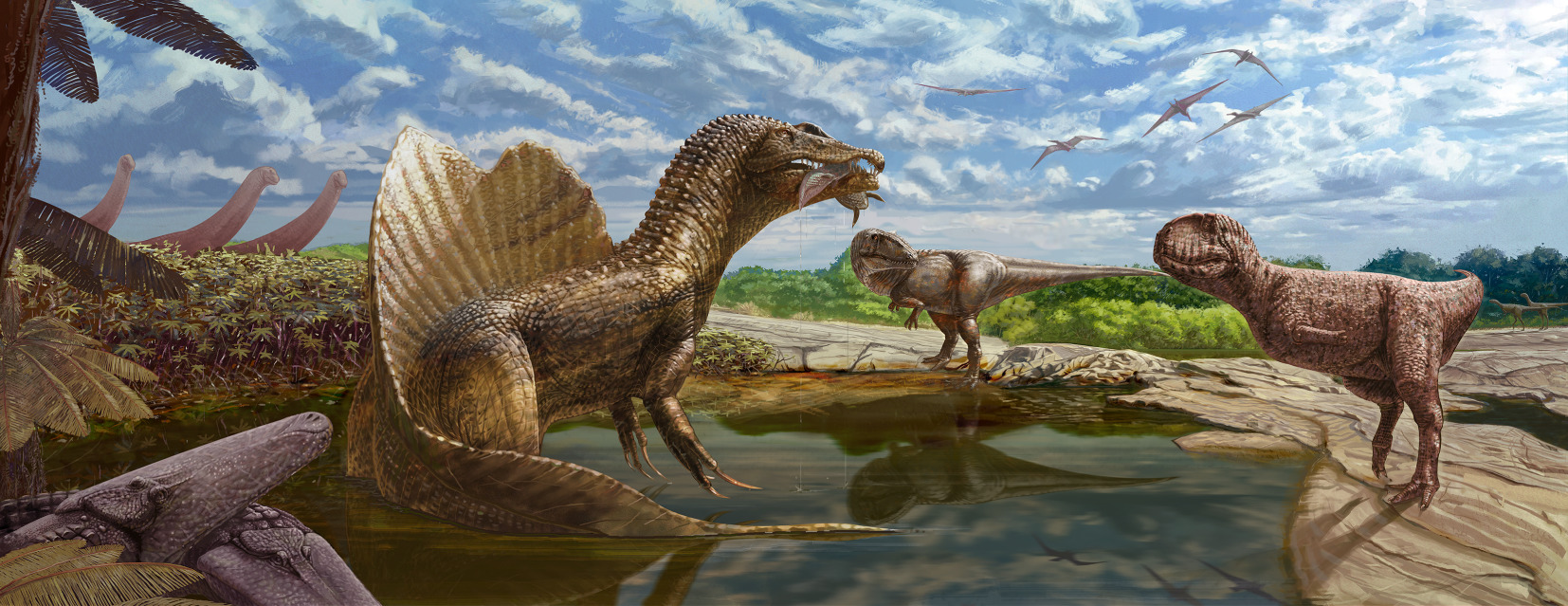
Restauração da fauna da Formação Bahariya, com C. saharicus no centro à direita

Fósseis de Carcharodontosaurus são conhecidos em vários sítios do período Cretáceo no Norte da África, semelhantes às áreas de distribuição de Spinosaurus e Deltadromeus. O Norte da África durante este período fazia fronteira com o Mar de Tétis, o que transformou a região em um ambiente costeiro dominado por manguezais, repleto de vastas planícies de maré e cursos d'água. Isótopos de fósseis de Carcharodontosaurus e Spinosaurus sugerem que os leitos de Kem Kem testemunharam uma estação temporária de monções em vez de chuvas constantes, semelhante às condições modernas presentes em ambientes subtropicais e tropicais no Sudeste Asiático e na África Subsaariana. Esses depósitos fluviais continham peixes grandes, incluindo o Onchopristis, o celacanto Mawsonia e o polypterídeo Bawitius. Isso levou a uma abundância de crocodiliformes piscívoros evoluindo em resposta, como o estomatosuchídeo gigante Stomatosuchus no Egito e os gêneros Elosuchus, Laganosuchus e Aegisuchus do Marrocos. Marrocos também teve uma abundância de pterossauros como Siroccopteryx e Nicorhynchus.
A composição da fauna de dinossauros desses locais é uma anomalia, pois há menos espécies de dinossauros herbívoros em relação aos dinossauros carnívoros do que o normal. Isso indica que houve partição de nicho entre os diferentes clados de terópodes, com espinossaurídeos consumindo peixes enquanto outros grupos caçavam dinossauros herbívoros. Evidências isotópicas apoiam isso, que encontraram maiores quantidades de animais terrestres de tamanho considerável nas dietas de carcharodontossaurídeos e ceratossauros tanto dos leitos Kem Kem quanto da Formação Elrhaz. Alguns saurópodes são conhecidos da Formação Bahariya, como Paralititan e Aegyptosaurus, enquanto Rebbachisaurus é encontrado nos leitos Kem Kem. Os carcharodontossaurídeos são representados por C. saharicus e Sauroniops nos leitos Kem Kem, Eocarcharia e potencialmente Carcharodontosaurus na Formação Elrhaz, e C. iguidensis na Formação Echkar.